# Habenaria khasiana
Habenaria khasiana är en orkidéart som beskrevs av Joseph Dalton Hooker. Habenaria khasiana ingår i släktet Habenaria och familjen orkidéer. Inga underarter finns listade i Catalogue of Life.